# Entelechie
Entelechie, van het Oudgrieks ἐντελέχεια, entelecheia, is een woord dat oorspronkelijk door Aristoteles werd gebruikt. Hij benoemde de menselijke ziel ermee als eerste werkelijkheid van het natuurlijke lichaam. Hij ontwikkelde een theorie, die algemeen bekend is als de Leer van de Vier Oorzaken, en koppelde de entelechie daarin aan de causa finalis of doeloorzaak. Deze is belangrijker dan de drie andere mogelijke oorzaken: de stoffelijke oorzaak, de vormgevende oorzaak en de werkende oorzaak. De causa finalis was zelfs voor Aristoteles goddelijk, daar ze planmatig en steeds gericht was naar een doel, dat uiteindelijk het Goede moest zijn.
Entelechie is uit drie delen samengesteld: en-tel-echeia, ἐν en in, τέλος telos doel en ἔχεια echeia van ἔχειν echein hebben of houden.
Hans Driesch (1867 – 1941) zou de entelechie later in zijn biologisch onderzoek gebruiken voor een mogelijke doelgerichte onstoffelijke kracht of prikkel binnen het organisme. Driesch maakte de entelechie daarmee een onderdeel van de evolutiebiologie. Hij wordt meestal als levensfilosoof aangeduid.

## Geschiedenis

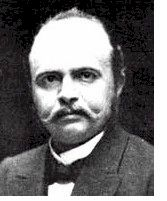
Hans Driesch

Sinds de Verlichting werd het binnen de biologie gebruikelijker om voor alle levensprocessen een mechanistische en materialistische verklaring te zoeken. Het was eerst door de middelen en de instrumenten die in de 19e eeuw werden gebruikt nog niet eenvoudig de vaak zeer complexe levensprocessen op een geloofwaardige wijze te verklaren. Dit riep in navolging van Hans Driesch bij sommige biologen de vraag op of er misschien toch niet-stoffelijke mechanismen een rol konden spelen. Zij grepen op de entelechie terug. Dit leidde binnen het idealisme ertoe dat een organisme alleen als de uiterlijke verschijningsvorm van een bewustzijn zou worden geïnterpreteerd, maar de meeste biologen vonden deze oplossing weer te buitenissig.
Een ander probleem van de biologie uit die tijd was dat die zich vaak beperkte tot een vorm van atomisme en reductionisme dat volgens velen geen recht deed aan de ingewikkelde samenhang van de biologische processen. De aanhangers van dit principe, de zogenaamde neovitalisten, wilden hiermee niet een puur metafysische factor invoeren, zoals bij het idealisme, maar dichter bij de observeerbare werkelijkheid blijven door zich te onthouden van hypotheses over het bewustzijn en hun principe te zien als iets waarvan de eigenschappen empirisch konden worden ontdekt. Toen dat laatste niet echt lukte, ontstond er een vorm die aannam dat entelechie niets anders is dan een betere beschrijving dan het atomisme van de observeerbare werkelijkheid. Deze holistische theorie deed wel aan de samenhang van de deelfenomenen recht binnen het organisme.